# IBM NORC
L'IBM NORC (IBM Naval Ordnance Research Calculator) était un ordinateur à tubes à vide construit en un seul exemplaire par la compagnie IBM pour la marine de guerre américaine (United States Navy). À sa mise en service, en décembre 1954, il était probablement l'ordinateur le plus puissant de l'époque. L'IBM NORC a été construit au Watson Scientific Computing Laboratory sous la direction de Wallace Eckert.
L'ordinateur a été présenté à la United States Navy le 2 décembre 1954. Lors de la cérémonie de présentation, l'ordinateur a calculé les 3089 premières décimales du nombre Pi, ce qui était un record pour l'époque. Ce calcul avait pris 13 minutes. En 1955, l'ordinateur a été déménagé au terrain d'essai de Dahlgren dans l'État de Virginie. Il a été l'ordinateur principal du terrain d'essai jusqu'en 1958.
L'IBM NORC a influencé la conception du IBM 701 et des ordinateurs de la série IBM 700.

## Description

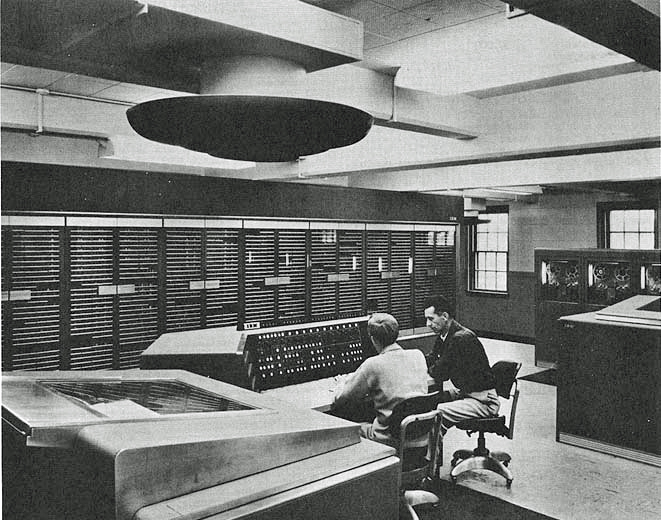
NORC

Originellement, l'ordinateur utilisait des tubes électroniques (écran cathodique ou tubes de Williams) comme mémoire vive. Cette mémoire vive avait une capacité de 2000 mots avec un temps d'accès de 8 microsecondes. Chaque mot était constitué de 16 chiffres décimaux utilisant chacun 4 bits pour coder un chiffre plus 2 bits de parité. Chaque mot pouvait contenir une instruction ou un nombre de 13 chiffres, un signe et un index de 2 chiffres. La mémoire était constituée de 4 ensembles de 66 tubes électrostatiques. Chaque ensemble de 66 tubes contenait 500 mots de mémoire ; chaque tube de l'ensemble contenait un bit de chacun des 500 mots. L'amélioration du circuit d'adressage des tubes de Williams a permis d'augmenter la capacité de la mémoire d'un tube de 500 à 900 bits, ce qui a permis d'augmenter la capacité de la mémoire vive à 3600 mots sans ajouter de tubes de Williams.
Par la suite, la mémoire à tubes de Williams a été remplacée par une mémoire à tores magnétiques de 20 000 mots, toujours avec un temps d'accès de 8 microsecondes.
La vitesse du IBM NORC était de 15000 instructions par seconde. Une addition prenait 15 microsecondes, une multiplication 31 microsecondes et une division 227 microsecondes (les temps précédents n'incluent pas les temps d'accès mémoire). L'ordinateur pouvait faire des calculs en double précision.
L'ordinateur comptait 1982 unités enfichables (pluggable units), chacune contenant plusieurs tubes à vide et d'autres composants électroniques. Il y avait 62 types d'unités enfichables, mais la moitié de la circuiterie n'en utilisait que 6 et 80 % de la circuiterie n'en utilisait que 18. Au total, l'ordinateur contenait 9800 tubes à vide et 10000 diodes.
L'IBM NORC avait 8 lecteurs de bande magnétique semblables aux lecteurs du l'IBM 701. Les rubans magnétiques avaient 20 cm de diamètre. Les lecteurs pouvaient lire ou écrire 71,500 caractères par seconde. L'ordinateur avait 2 imprimantes qui pouvaient imprimer 150 lignes par minute, mais les deux imprimantes ne pouvaient fonctionner en même temps. L'ordinateur possédait aussi un lecteur de carte perforée qui pouvait lire 100 cartes par minute ; chaque carte pouvait contenir quatre mots. Il possédait aussi un dispositif de visualisation composé d'un écran cathodique et d'une caméra de film de 35 mm qui filmait l'écran, développait le film et le projetait sur un écran. Le film ainsi produit pouvait être utilisé pour enregistrer des données.

## Hommage en astronomie
L'astéroïde (1625) The NORC a été nommé en référence à cet ordinateur.

## Source
- (en) Cet article est partiellement ou en totalité issu de l’article de Wikipédia en anglais intitulé « IBM NORC » (voir la liste des auteurs).